# Шлихтинг (коммуна)
Шлихтинг (нем. Schlichting) — община в Германии, в земле Шлезвиг-Гольштейн.
Входит в состав района Дитмаршен. Подчиняется управлению КЛьГ Хеннштедт. Население составляет 220 человек (на 31 декабря 2010 года). Занимает площадь 12,5 км².
Коммуна подразделяется на 5 сельских округов.

## Галерея

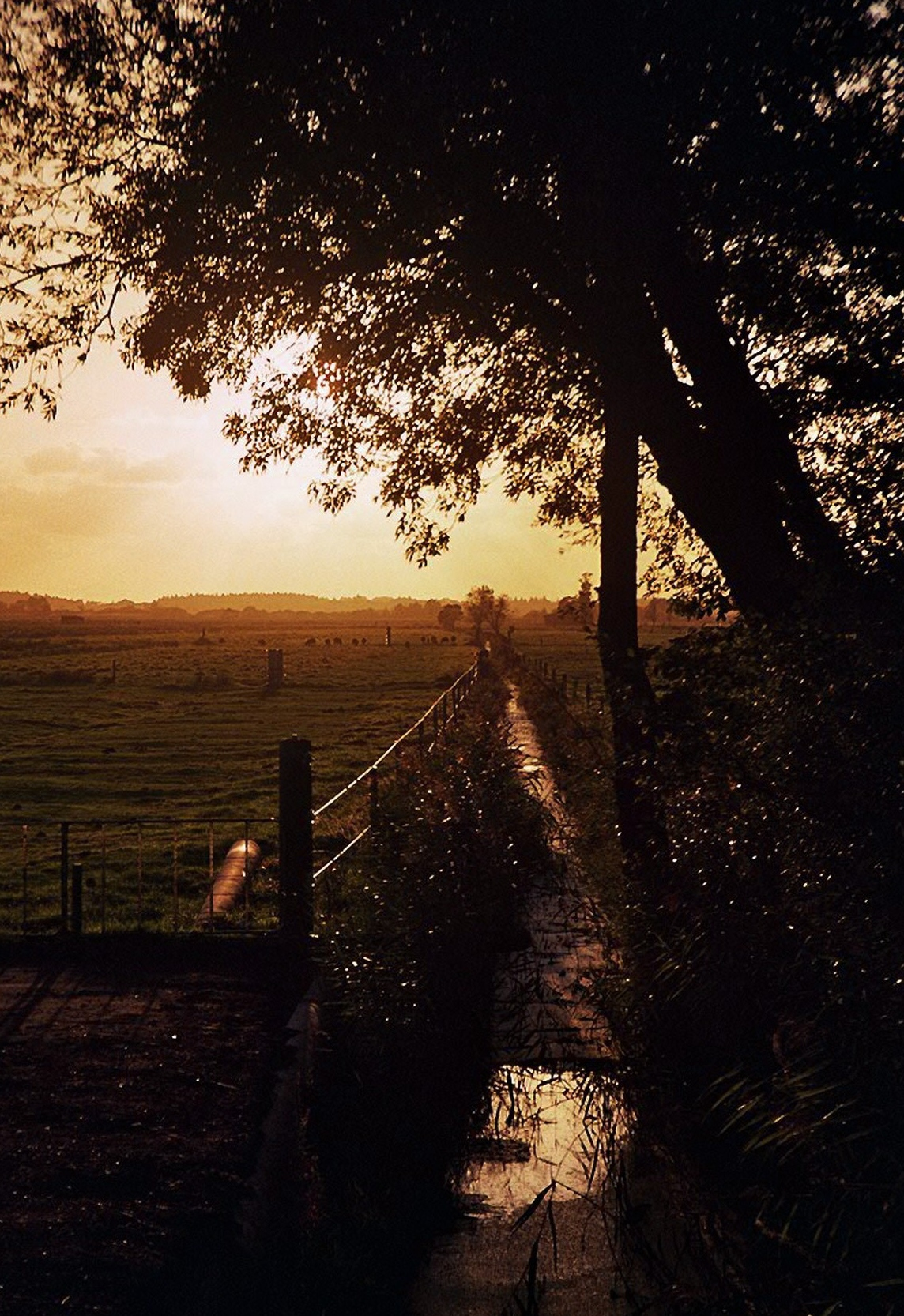
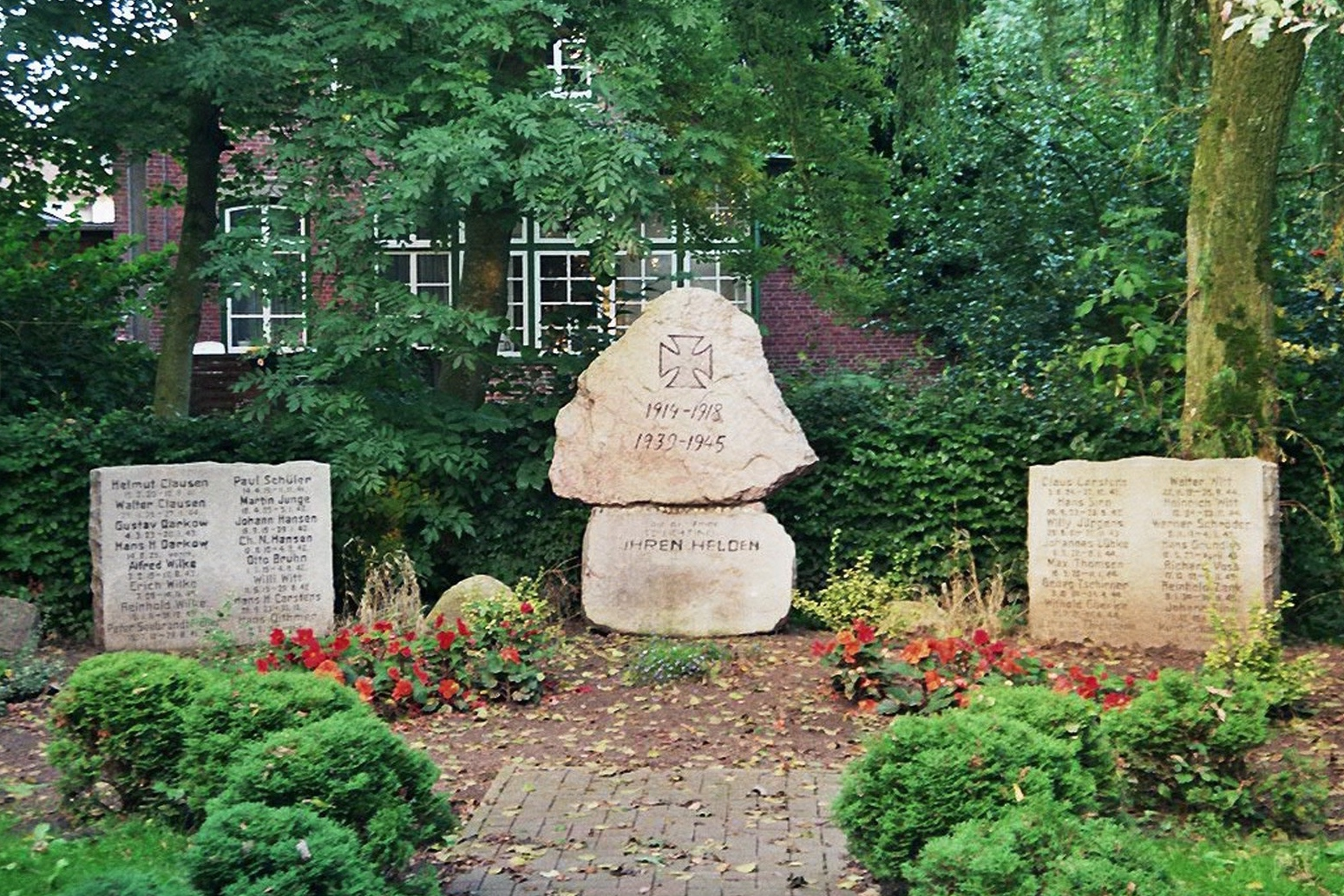